# Chacha Enriquez
Chacha Enriquez est enseignant de sociologie à l'Université du Québec à Montréal et activiste queer d’origine française œuvrant au Québec.

## Biographie
Chacha Enriquez enseigne la sociologie et la sociologie queer au niveau collégial et universitaire depuis 2015. En 2008, il quitte la France pour s’établir au Québec.
En 2013, il obtient une maîtrise en sociologie et en études féministes sur la militance trans au Québec.
Il est reconnu pour son activisme des enjeux queer depuis une vingtaine d’années et est impliqué pour le groupe militant queer montréalais le P!nk Bloc depuis 2014. Ses recherches portent sur les dynamiques d’émergence de l’activisme trans au Québec. Il est reconnu comme une figure importante du militantisme queer francophone au Québec.

## Actions militantes
- P!nk Bloc pour un Village Gai plus sécuritaire dans une approche communautaire et préventive à long terme plutôt que des solutions répressives à court terme[3].

- Coordination d'un projet de recherche-intervention visant l’amélioration de l’accès des personnes trans de plus de 50 ans aux soins de santé et de services sociaux au Québec.

- Collectif Nous ne serons pas sages[4] formé pour faire contrepoids et remettre en cause la légitimité du Comité des sages de la CAQ (2023-2024)[5] .

## Prix et récompenses
- 2013-2014 : Prix du mémoire en études féministes de l’IREF-UQAM[6].

## Publications
- Sexualités et dissidences queers, Montréal, Remue-Ménage, 2024, 458 p.[7]
- «Le mouvement trans au Québec. Dynamique d'une militance émergente», Cahier de l'IREF, Collection Tremplin, No. 5, 2014, 132 p.
- «Les aîné-es trans : une population émergente ayant des besoins spécifiques en soins de santé, en services sociaux et en soins liés au vieillissement», Billy Hébert, Line Chamberland et Mickael Chacha Enriquez, Revue Frontières, Volume 25, numéro 1, automne 2012, p. 57–81
- « La contestation des politiques de changement d’identité de genre par les militantes et militants trans québécois », Lien social et Politiques, n° 69, 2013, p. 181-196.